# François Collet
Pour les articles homonymes, voir Collet.
François Olry Paul Hilaire Collet (9 février 1923 - 27 septembre 1994), est un homme politique français.

## Biographie
Il est sénateur élu à Paris du 4 octobre 1980 au 1er octobre 1986 et maire du 6e arrondissement de Paris de mars 1989 à sa mort. Il est conseiller de Paris entre mars 1965 et son décès.

## Distinctions

### Décorations
- Officier de la Légion d'honneur
  -  Chevalier de la Légion d'honneur
- Commandeur de l'ordre national du mérite
  -  Officier de l'ordre national du Mérite
  -  Chevalier de l'ordre national du Mérite
- Officier de l'Ordre des Palmes académiques
  -  Chevalier de l'Ordre des Palmes académiques
- Croix de guerre 1939-1945
- Croix de guerre des Théâtres d'opérations extérieurs
- Médaille des évadés